# Society of Painters in Tempera
La Society of Painters in Tempera est fondée en 1901 par Christiana Herringham (1852-1929) et un groupe de peintres britanniques qui se sont intéressés à la relance de l'art de la peinture à tempera. 

## Histoire
Les objets de la société sont « l'amélioration de l'art de la peinture à tempera par le partage de connaissances et d'expériences de ses membres ».

### La Tempera
La tempera est une technique de peinture à l'eau basée sur une émulsion. À l'origine, elle recourait au jaune d’œuf, utilisé pour lier eau et pigments.
Christiana Herringham est une experte de la copie d’œuvres des « Vieux Maîtres », et traductrice en anglais du Libro dell'arte (Livre de l'Art ou Traité des arts), traité sur la peinture italienne écrit par Cennino Cennini au XVe siècle.  

### La société
L'artiste John Dickson Batten (1860-1932) est l'organisateur principal de la Société à sa fondation et en devient le secrétaire honorifique. En 1904, les membres de la Société étaient les suivants : Edwin Austin Abbey, Robert Bateman, John Dickson Batten et Marie Batten, Robert Anning Bell, Lota Bowen, John Cooke, Walter Crane, Louis Davis, Mary Sargant Florence et Roger Fry. D'autres membres connus, tels Bernard Sleigh, Joseph Southall et Estella Canziani.
La Société, également connue comme Society of Mural Decorators and Painters in Tempera, édite des articles en lien avec la peinture à tempera, édités en trois volumes : les volumes 1 et 3 sont édités par Mary Sargant Florence, le volume 2 est édité par John Dickson Batten.

### Recréation de la Société (1997)
La Société a été relancée en 1997 sous un intitulé légèrement modifié, Society of Tempera Painters, et est actuellement active tant aux États-Unis qu'au Royaume-Uni.